# Danh sách đảo theo tên (B)
Danh sách dưới đây liệt kê các đảo bắt đầu bằng ký tự B.
Đây là một danh sách chưa hoàn tất, và có thể sẽ không bao giờ thỏa mãn yêu cầu hoàn tất. Bạn có thể đóng góp bằng cách mở rộng nó bằng các thông tin đáng tin cậy.
A - B - C - D - Đ - E - F - G - H - I - J - K - L - M - N - O - P - Q - R - S - T - U - V - W - X - Y - Z

## B
| Tên đảo          | Quần đảo / Nhóm đảo                                           | Quốc gia |
| ---------------- | ------------------------------------------------------------- | --- |
| Bacelos          | Alentejo Islands, Alentejo                                    | Bồ Đào Nha |
| Bacelos Pequena  | Alentejo Islands, Alentejo                                    | Bồ Đào Nha |
| Badgely          | Georgian Bay, Ontario                                         | Canada |
| Badger Island    | Great Salt Lake, Utah                                         | Hoa Kỳ |
| Badger           | Lake Winnipesaukee, New Hampshire                             | Hoa Kỳ |
| Baffin           | Nunavut                                                       | Canada |
| Bågø             | Islands of the Little Belt                                    | Đan Mạch |
| Bahrain Island   | Vịnh Ba Tư                                                    | Bahrain |
| Baillie-Hamilton | Nunavut                                                       | Canada |
| Bainbridge       | Puget Sound, Washington                                       | Hoa Kỳ |
| Baker            | Allegheny River, Pennsylvania                                 | Hoa Kỳ |
| Bald Eagle       | Allegheny River, Pennsylvania                                 | Hoa Kỳ |
| Baleal           | Estremadura islands                                           | Bồ Đào Nha |
| Bali             | Lesser Sunda Islands                                          | Indonesia |
| Balta            | Quần đảo Shetland                                             | Scotland |
| Baltrum          | East Frisian Islands                                          | Đức |
| Baluan           | Admiralty Islands                                             | Papua New Guinea |
| Bananec          | Glénan islands                                                | Pháp |
| Banfills         | Sông Mississippi, Minnesota                                   | Hoa Kỳ |
| Bangaram         | Lakshadweep                                                   | Ấn Độ |
| Banks            | Các Lãnh thổ Tây Bắc                                          | Canada |
| Baranof          | Alexander Archipelago, Alaska                                 | Hoa Kỳ |
| Barbadoes        | Schuylkill River, Pennsylvania                                | Hoa Kỳ |
| Barbados         | Biển Caribe                                                   | Barbados |
| Bardwell         | Illinois River, Illinois                                      | Hoa Kỳ |
| Barents Island   | Svalbard                                                      | Na Uy |
| Barentsøya       | Svalbard                                                      | Na Uy |
| Barkis           | Sông Mississippi, Illinois                                    | Hoa Kỳ |
| Barnes           | San Juan Islands, Washington                                  | Hoa Kỳ |
| Barnston         | Fraser River, British Columbia                                | Canada |
| Barra            | Outer Hebrides                                                | Scotland |
| Barren           | Quần đảo Falkland                                             | Vương quốc Anh |
| Barren           | North Channel, Ontario                                        | Canada |
| Barreta          | Algarve islands                                               | Bồ Đào Nha |
| Barrie           | North Channel, Ontario                                        | Canada |
| Barrier          | Georgian Bay, Ontario                                         | Canada |
| Barro            | Algarve islands                                               | Bồ Đào Nha |
| Barsø            | Islands of the Little Belt                                    | Đan Mạch |
| Barter           | Bắc Băng Dương, Alaska                                        | Hoa Kỳ |
| Bartlett         | Maine                                                         | Hoa Kỳ |
| Basse-Terre      | Guadeloupe, Tiểu Antilles                                     | Pháp |
| Bassett          | Lake Ontario, Ontario                                         | Canada |
| Bassett          | Lake Saint Clair, Ontario                                     | Canada |
| Batanta          | Raja Ampat Islands                                            | Indonesia |
| Bateau           | Georgian Bay, Ontario                                         | Canada |
| Bateman          | Louisiana                                                     | Hoa Kỳ |
| Bateman          | Washington                                                    | Hoa Kỳ |
| Bathurst         | Queen Elizabeth Islands, Nunavut                              | Canada |
| Batture          | North Channel, Ontario                                        | Canada |
| Batz             |                                                               | Pháp |
| Bazaruto         | Bazaruto Archipelago                                          | Mozambique |
| Beals            | Maine                                                         | Hoa Kỳ |
| Beament          | Lake Huron, Ontario                                           | Canada |
| Bear             | Lake Temagami, Ontario                                        | Canada |
| Bear             | Lake Winnipesaukee, New Hampshire                             | Hoa Kỳ |
| Bear             | Suncook River, New Hampshire                                  | Hoa Kỳ |
| Bears Back       | North Channel, Ontario                                        | Canada |
| Bears Rump       | Georgian Bay, Ontario                                         | Canada |
| Beata            | Pedernales                                                    | Dominican Republic |
| Beauchene        | Quần đảo Falkland                                             | Vương quốc Anh |
| Beaupre          | Cranberry Lake, Ontario                                       | Canada |
| Beauregard       | Barataria Bay, Louisiana                                      | Hoa Kỳ |
| Beaurivage       | St. Lawrence River, Ontario                                   | Canada |
| Beausoleil       | Georgian Bay, Ontario                                         | Canada |
| Beauty           | North Channel, Ontario                                        | Canada |
| Beaver           |                                                               | Châu Nam Cực |
| Beaver           | Quần đảo Falkland                                             | Vương quốc Anh |
| Beaver           | Sông Mississippi, Iowa                                        | Hoa Kỳ |
| Beaver           | North Channel, Ontario                                        | Canada |
| Beaver           | Beaver Island archipelago, Michigan                           | Hoa Kỳ |
| Beaver           | Isle Royale, Michigan                                         | Hoa Kỳ |
| Beaver           | Massachusetts                                                 | Hoa Kỳ |
| Beaver           | Lake Winnipesaukee, New Hampshire                             | Hoa Kỳ |
| Beaver           | Rio Grande, Tamaulipas                                        | México |
| Beaverdam        | Sông Arkansas, Arkansas                                       | Hoa Kỳ |
| Beckwith         | Georgian Bay, Ontario                                         | Canada |
| Belene           | Sông Donau                                                    | Bulgaria |
| Bell             | Newfoundland and Labrador                                     | Canada |
| Belle Île        |                                                               | Pháp |
| Belle Isle       | Louisiana                                                     | Hoa Kỳ |
| Belleau          | North Channel, Ontario                                        | Canada |
| Bellinghausen    | Windward Islands, Society Islands, Polynésie thuộc Pháp       | Lãnh thổ hải ngoại của Pháp |
| Benbecula        | Outer Hebrides                                                | Scotland |
| Benguerra        | Bazaruto Archipelago                                          | Mozambique |
| Bennett          | De Long Islands, Alaska                                       | Claimed by the Hoa Kỳ, controlled by Nga |
| Bere             | Bantry Bay                                                    | Ireland |
| Bergmann         | Sông Mississippi, Wisconsin                                   | Hoa Kỳ |
| Berlenga Grande  | Berlengas                                                     | Bồ Đào Nha |
| Bermuda          | The Bermuda Islands                                           | Vương quốc Anh |
| Big              | Baffin Island, Nunavut                                        | Canada |
| Big              | Hudson Bay, Nunavut                                           | Canada |
| Big              | James Bay, Nunavut                                            | Canada |
| Big              | Lake Chemong, Ontario                                         | Canada |
| Big              | Lake Vernon, Ontario                                          | Canada |
| Big              | Pigeon Lake, Ontario                                          | Canada |
| Big              | Bay of Quinte, Ontario                                        | Canada |
| Big              | Skootamatta Lake, Ontario                                     | Canada |
| Big              | Lake of the Woods, Ontario                                    | Canada |
| Big              | Barataria Bay, Louisiana                                      | Hoa Kỳ |
| Big              | (Disambiguation page)                                         | Canada |
| Big              | (Disambiguation page)                                         | Hoa Kỳ |
| Big Blue         | Illinois River, Illinois                                      | Hoa Kỳ |
| Big Burnt        | Georgian Bay, Ontario                                         | Canada |
| Big Chicken      | Lake Erie, Ontario                                            | Canada |
| Bigga            | Quần đảo Shetland                                             | Scotland |
| Bighorn          | Lake Mead, Nevada                                             | Hoa Kỳ |
| Bigsby           | Lake of the Woods, Ontario                                    | Canada |
| Bigwin           | Lake Muskoka, Ontario                                         | Canada |
| Bikar            | Bikar Atoll, Ratak Chain                                      | Quần đảo Marshall |
| Bikini           | Bikini Atoll                                                  | Quần đảo Marshall |
| Billingsgate     | Cape Cod Bay, Massachusetts                                   | Hoa Kỳ |
| Bình Nguyên      | Quần đảo Trường Sa                                            | Philippines kiểm soát · Trung Quốc, Trung Hoa Dân Quốc và Việt Nam tuyên bố chủ quyền                                                              |
| Bioko            | Vịnh Guinea                                                   | Equatorial Guinea |
| Birch            | Lake Winnipesaukee, New Hampshire                             | Hoa Kỳ |
| Birch Hill       | Lake Winnipesaukee, New Hampshire                             | Hoa Kỳ |
| Bird             | Algoa Bay                                                     | South Africa |
| Bird             | Biển Caribe                                                   | disputed by Venezuela and Dominica |
| Bird             | Whitsunday Islands, Queensland                                | Úc |
| Bird             | North Queensland, Queensland                                  | Úc |
| Bird             | Seychelles                                                    | Seychelles |
| Bird             | South Georgia                                                 | Vương quốc Anh |
| Bird             | Buzzards Bay, Massachusetts                                   | Hoa Kỳ |
| Bird             | Fox Islands group of the Aleutian Islands, Alaska             | Hoa Kỳ |
| Bird             | Lake Zway                                                     | Ethiopia |
| Bird Island      | Tiểu Antilles                                                 | Antigua and Barbuda |
| Birkholm         | Islands of the waters south of Funen                          | Đan Mạch |
| Björkö           | Lake Mälaren                                                  | Thụy Điển |
| Biševo           | Adriatic Sea                                                  | Croatia |
| Bishop Rock      | Isles of Scilly                                               | Vương quốc Anh |
| Bishop Island    | Tiểu Antilles                                                 | Antigua and Barbuda |
| Bitra            | Lakshadweep                                                   | Ấn Độ |
| Bjørnø           | Islands of the waters south of Funen                          | Đan Mạch |
| Bjørnøya         | Svalbard                                                      | Na Uy |
| Black            | Lake Abitibi, Ontario                                         | Canada |
| Black Fox        | Allegheny River, Pennsylvania                                 | Hoa Kỳ |
| Black Prince     | Louisiana                                                     | Hoa Kỳ |
| Black Rock       |                                                               | |
| Blake Island     | Tiểu Antilles                                                 | Antigua and Barbuda |
| Blakeley         | Mobile Bay, Alabama                                           | Hoa Kỳ |
| Blakely          | San Juan Islands, Washington                                  | Hoa Kỳ |
| Blaker Towhead   | Sông Mississippi, Tennessee                                   | Hoa Kỳ |
| Blanchard        | Sông Mississippi, Illinois                                    | Hoa Kỳ |
| Bleaker          | Quần đảo Falkland                                             | Vương quốc Anh |
| Bleanish         | Lough Erne                                                    | Ireland |
| Blennerhassett   | Ohio River, West Virginia                                     | Hoa Kỳ |
| Blind            | San Juan Islands, Washington                                  | Hoa Kỳ |
| Block            | Đại Tây Dương, Rhode Island                                   | Hoa Kỳ |
| Blueberry Island | Lake Wanapitei, Ontario                                       | Canada |
| Boega            | Minho islands                                                 | Bồ Đào Nha |
| Bogø             | Biển Baltic                                                   | Đan Mạch |
| Bogoslof Island  | Bering Sea, Alaska                                            | Hoa Kỳ |
| Bois Blanc       | Detroit River, Ontario                                        | Canada |
| Bois Blanc       | Lake Huron, Michigan                                          | Hoa Kỳ |
| Bokak Atoll      | Ratak Chain                                                   | Quần đảo Marshall |
| Bokissa          | Thái Bình Dương                                               | Vanuatu |
| Bolama           | Bissagos Islands                                              | Guinea-Bissau |
| Bolivar          | Texas                                                         | Hoa Kỳ |
| Bolter           | Sông Mississippi, Illinois                                    | Hoa Kỳ |
| Bømlo            |                                                               | Na Uy |
| Bonaire          | Tiểu Antilles                                                 | Hà Lan |
| Bonanza          | Lake Wanapitei, Ontario                                       | Canada |
| Bone             | Georgian Bay, Ontario                                         | Canada |
| Bonhomme         | Missouri River, Missouri                                      | Hoa Kỳ |
| Bonnet Carre     | Sông Mississippi, Louisiana                                   | Hoa Kỳ |
| Bora Bora        | Windward Islands, Society Islands, Polynésie thuộc Pháp       | Lãnh thổ hải ngoại của Pháp |
| Borden           | Queen Elizabeth Islands, Nunavut                              | Canada |
| Borðoy           | Quần đảo Faroe                                                | Đan Mạch |
| Borkum           | East Frisian Islands                                          | Đức |
| Borneo           | Malay archipelago                                             | Divided between Indonesia, Malaysia và Brunei |
| Bornholm         | Biển Baltic                                                   | Đan Mạch |
| Borradaile       | Balleny Islands                                               | Ross Dependency, New Zealand |
| Bourinot         | North Channel, Ontario                                        | Canada |
| Bouvetoya        | South Đại Tây Dương                                           | Na Uy |
| Bowen            | Quần đảo Gulf, British Columbia                               | Canada |
| Boyd             | Holston River, Tennessee                                      | Hoa Kỳ |
| Bozcaada         | Aegean Islands                                                | Thổ Nhĩ Kỳ |
| Brač             | Adriatic Sea                                                  | Croatia |
| Brandsø          | Islands of the Little Belt                                    | Đan Mạch |
| Brännö           | Southern Gothenburg Archipelago                               | Thụy Điển |
| Brant            | Sông Mississippi Delta, Louisiana                             | Hoa Kỳ |
| Bray             | Nunavut                                                       | Canada |
| Brecqhou         | Brechou Quần đảo Eo Biển                                      | Crown dependency |
| Breeze           | Stoney Lake, Ontario                                          | Canada |
| Breezy           | Lake Winnipesaukee, New Hampshire                             | Hoa Kỳ |
| Bréhat           |                                                               | Pháp |
| Bremangerlandet  |                                                               | Na Uy |
| Bressay          | Quần đảo Shetland                                             | Scotland |
| Bridgeman        | South Quần đảo Shetland                                       | Claimed by Argentine Antarctica, Argentina, · Antártica Chilena Province of Chile, · and the Lãnh thổ châu Nam Cực thuộc Anh of the Vương quốc Anh |
| Brijuni          | Adriatic Sea                                                  | Croatia |
| Broadview        | Gloucester Pool, Ontario                                      | Canada |
| Brodeur          | Lake Superior, Ontario                                        | Canada |
| Brother          | Niagara River, New York                                       | Hoa Kỳ |
| Brother          | Quần đảo Shetland                                             | Scotland |
| Browns Island    | Great Salt Lake, Utah                                         | Hoa Kỳ |
| Brown            | San Juan Islands, Washington                                  | Hoa Kỳ |
| Browning         | Lake Muskoka, Ontario                                         | Canada |
| Browns           | Louisiana                                                     | Hoa Kỳ |
| Browns           | West Virginia                                                 | Hoa Kỳ |
| Brownscombe      | Stoney Lake, Ontario                                          | Canada |
| Brunec           | Glénan islands                                                | Pháp |
| Brunot           | Ohio River, Pennsylvania                                      | Hoa Kỳ |
| Bruny            | Tasmania                                                      | Úc |
| Bruray           | Outer Skerries, Quần đảo Shetland                             | Scotland |
| Brush            | Timbalier Bay, Louisiana                                      | Hoa Kỳ |
| Bryher           | Isles of Scilly                                               | Vương quốc Anh |
| Bu Sadah         | Hawar Islands                                                 | Bahrain |
| Bu Tammur        | Hawar Islands                                                 | Bahrain |
| Bubaque          | Bissagos Islands                                              | Guinea-Bissau |
| Bubiyan          | Vịnh Ba Tư                                                    | Kuwait |
| Buchhorst        | Trave river                                                   | Đức |
| Buck             | U.S. Virgin Islands                                           | Hoa Kỳ |
| Buckle           | Balleny Islands                                               | Ross Dependency, New Zealand |
| Buckley          | West Virginia                                                 | Hoa Kỳ |
| Buffington       | West Virginia                                                 | Hoa Kỳ |
| Bugio            | Estremadura islands                                           | Bồ Đào Nha |
| Bugio            | Madeira                                                       | Bồ Đào Nha |
| Buláti-sziget    | Tisza                                                         | Hungary |
| Buldir           | Aleutian Islands, Alaska                                      | Hoa Kỳ |
| Bull             | Dublin Bay                                                    | Ireland |
| Bull             | Đại Tây Dương, South Carolina                                 | Hoa Kỳ |
| Bulla            | Caspian Sea                                                   | Azerbaijan |
| Bunce            | Sierra Leone River                                            | Sierra Leone |
| Buneh            | Vịnh Ba Tư                                                    | Claimed by Iran |
| Buøy             | Island in Øyane archipelago, Stavanger municipality, Rogaland | Na Uy |
| Burano           | Venetian Lagoon                                               | Ý |
| Burgazada        | Prince's Islands                                              | Thổ Nhĩ Kỳ |
| Burhou           | Quần đảo Eo Biển                                              | Guernsey |
| Burke Island     | Lake Huron, Ontario                                           | Canada |
| Burlington       | Sông Mississippi, Illinois                                    | Hoa Kỳ |
| Burlington       | Delaware River, New Jersey                                    | Hoa Kỳ |
| Burns            | Tennessee River, Tennessee                                    | Hoa Kỳ |
| Burnt            | Lake Nipissing, Ontario                                       | Canada |
| Burnt            | Windy Lake, Ontario                                           | Canada |
| Burra            | Quần đảo Shetland                                             | Scotland |
| Burray           | Bản mẫu:Country data Orkney Islands                           | Scotland |
| Burrit           | Lake Nipissing, Ontario                                       | Canada |
| Burton           | Lake Champlain, Vermont                                       | Hoa Kỳ |
| Bushes           | Platte River, Nebraska                                        | Hoa Kỳ |
| Bussell          | Tennessee River, Tennessee                                    | Hoa Kỳ |
| Bustard          | Georgian Bay, Ontario                                         | Canada |
| Butler           | Lake Champlain, Vermont                                       | Hoa Kỳ |
| Büyükada         | Princes' Islands                                              | Thổ Nhĩ Kỳ |
| Buzzard          | Sông Mississippi, Illinois                                    | Hoa Kỳ |
| Byan Martin      | Nunavut                                                       | Canada |
| Bylot            | Nunavut                                                       | Canada |